# Uma Sinfonia Alpina
Eine Alpensinfonie (Uma Sinfonia Alpina), Op. 64, é um grande poema sinfônico composto por Richard Strauss entre 1911 e 1915. 
O programa ilustra uma excursão de um dia subindo os Alpes Bávaros, recordando na magistral orquestração a experiência duma escalada realizada pelo próprio compositor quando ele tinha catorze anos. A música cumpre um programa (expressa em partes) narrado pelo compositor: neste caso, a subida a um pico do Alpes Bávaros e o retorno ao vale.
Uma execução típica dura em torno de quarenta e cinco minutos.
O compositor lançou mão de toda a variedade cromática da orquestra para transmitir as impressões que lhe produzem cada um dos momentos vividos e das situações passadas na subida. Richard faz nesta obra um uso exclusivo do Leitmotiv, associando cada um dos elementos presentes (noite, sol, chuva,...) a um tema musical.
O compositor considerava esta peça musical como o seu mais perfeito trabalho de orquestração, que inclui até máquinas que produzem sons de trovões. Os primeiros esboços datam de 1911. Em 1914, Richard Strauss dedicou-se com mais intensidade a essa obra e, após 100 dias de muito trabalho, a partitura foi concluída em 8 de fevereiro de 1915. 
A primeira execução da obra foi no dia 28 de outubro de 1915, com a Orquestra de Dresden, em Berlim, sob a regência do próprio compositor.

## Partes
A Sinfonia Alpina está dividida em 23 partes, ligadas entre si, sem nenhuma interrupção:
- 1. Noite;
- 2. O nascer do sol
- 3. A ascensão
- 4. Entrada na floresta;
- 5. Caminhando às margens do regato;
- 6. A queda d'água;
- 7. Aparição;
- 8. Nos prados floridos;
- 9. Nos pastos;
- 10. Perdido na espessura;
- 11. Na geleira;
- 12. Momentos perigosos;
- 13. O cume;
- 14. Visão;
- 15. Aparecem nuvens;
- 16. O sol se escurece pouco a pouco;
- 17. Elegia;
- 18. Calma antes da tormenta;
- 19. Temporal e tempestade;
- 20. A descida;
- 21. O pôr-do-sol;
- 22. Ressonâncias;
- 23. Noite.

## Primeiras gravações
O próprio Richard Strauss assumiu a regência da Orquestra Estadual da Bavária, nos trabalhos da primeira gravação da Sinfonia Alpina, em 1941. Ele utilizou a orquestra inteira, conforme indicado na partitura. Esta gravação foi, mais tarde, transferida para LP, e, depois, para CD. Mas, a Sinfonia Alpian tornou-se popular mesmo, através do registro feito pela Staatskapelle Dresden (Orquestra Estadual de Dresden), sob a regência de Karl Böhm, em 1957.

## Discografia sugerida
| Regente             | Orquestra                          | Ano de gravação | Selo                | Número de catálogo |
| ------------------- | ---------------------------------- | --------------- | ------------------- | ------------------ |
| Richard Strauss     | Bavarian State Orchestra           | 1941            | Preiser Records     | 90205              |
| Karl Böhm           | Staatskapelle Dresden              | 1957            | Deutsche Grammophon | 463190             |
| Rudolf Kempe        | Staatskapelle Dresden              | 1971            | EMI Classics        | 64350              |
| Zubin Mehta         | Los Angeles Philharmonic Orchestra | 1975            | Decca               | 470954             |
| Georg Solti         | Bavarian Radio Symphony Orchestra  | 1979            | London/Decca        | 440618             |
| Herbert von Karajan | Berliner Philharmoniker            | 1981            | Deutsche Grammophon | 439017             |
| Bernard Haitink     | Royal Concertgebouw Orchestra      | 1985            | Philips             | 416156             |
| Herbert Blomstedt   | San Francisco Symphony             | 1988            | Decca               | 421815             |
| Edo de Waart        | Minnesota Orchestra                | 1989            | Virgin Classics     | 61460              |
| Zubin Mehta         | Berlin Philharmonic                | 1989            | Sony                | 45800              |
| André Previn        | Vienna Philharmonic Orchestra      | 1990            | Telarc              | 80211              |
| Lorin Maazel        | Bavarian Radio Symphony Orchestra  | 1998            | RCA                 | 63265              |
| Antoni Wit          | Staatskapelle Weimar               | 2006            | Naxos               | 8.557811           |
| Mariss Jansons      | Royal Concertgebouw Orchestra      | 2007            | RCO Live            | 8006               |